# Droga wojewódzka 931
Droga wojewódzka 931 (DW931) je silnice, nacházející se v Slezském vojvodství v okresech Bieruńsko-lędziński a Pszczyna v jižním Polsku. Její délka je 17 km a spojuje město Beruň s městem Pszczyna. 
Začíná v městě Beruň z křižovatky se silnicí 44, končí východně města v Pszczyna, kde se napojuje na státní silnici 1.

## Sídla ležící na trase silnice
Silnice DW931 vede nebo míjí tato sídla (v závorce uvedeny navazující komunikace):
- Beruň (DK44)
- Bojszowy
- Międzyrzecze
- Jankovice
- Pszczyna (DK1)

|  |  | Průběh trasy DW931 |  |
|  |  | ------------------ |  |
|  |  | Beruň              |  |
|  |  | Bojszowy           |  |
|  |  | Międzyrzecze       |  |
|  |  | Jankovice          |  |
|  |  | Pszczyna           |  |